# John Steenhuisen
John Henry Steenhuisen, född 25 mars 1976, är en sydafrikansk politiker och landets jordbruksminister sedan 30 juni 2024. Han är sedan 1 november 2020 partiledare för Sydafrikas oppositionsparti Democratic Alliance. Mellan 2019 och 2024 var han också oppositionsledare ("Leader of Opposition"), vilket är en officiell politisk titel i Sydafrikas parlament. Han omvaldes för ytterligare en period som partiledare den 2 april 2023.
Sedan 2024 är han Sydafrikas jordbruksminister efter att ANC bildat en koalitionsregering med bland andra Democratic Alliance och IFP.

## Utbildning
Steenhuisen foddes och växte upp i Durban. Han tog grundskoleexamen vid Northwood Boys' High School 1993. Han påbörjade senare en juridisk utbildning, men det blev aldrig någon universitetsexamen. Han har förklarat detta i parlamentet och sagt att det berodde på arbete och finansiella omständigheter.